# Serbia Strong
Serbia Strong lub Serbia Stronk (serb. Србија јака / Srbija jaka) – popularna nazwa nadana serbskiej nacjonalistycznej, antychorwackiej i antyislamskiej piosence i teledyskowi propagandowemu z czasów wojen jugosłowiańskich. Na początku XXI wieku piosenka rozprzestrzeniła się po całym świecie jako mem internetowy, w tym wśród grup związanych ze skrajną prawicą i alt-prawicą.
Piosenka pierwotnie nosiła tytuł „Karadžić, Lead Your Serbs” (serb. Караџићу, води Србе своје / Karadžiću, vodi Srbe svoje, pol. Karadžiciu, prowadź Serbów swych) w nawiązaniu do bośniacko-serbskiego dowódcy wojskowego i zbrodniarza wojennego Radovana Karadžicia. Znana jest także jako „God Is a Serb and He Will Protect Us” (serb. Бог је Србин и он ће нас чувати / Bog je Srbin i on će nas čuvati, pol. Bóg jest Serbem i nad nami czuwa) lub „Remove Kebab”.

## Tło
W szczytowym momencie konfliktów etnicznych, które doprowadziły do rozpadu Jugosławii, w 1993 roku nagrano piosenkę zatytułowaną „Karadžiću, vodi Srbe svoje”. Utwór został stworzony z myślą o podniesieniu morale sił serbskich podczas wojny. W teledysku do piosenki utwór wykonuje czterech mężczyzn w serbskich mundurach wojskowych w miejscu z pagórkowatym terenem w tle. W sfałszowanej wersji teledysku, która jest popularna w internecie, wklejono ujęcia muzułmańskich jeńców wojennych w obozach internowania prowadzonych przez Serbów w czasie wojny.
Słowa utworu próbują zaszczepić w przeciwnikach poczucie przerażenia, w szczególności wersy takie jak „Nadchodzą wilki – uważajcie, ustasze i Turcy”. W utworze użyto stereotypowych określeń narodowości byłej Jugosławii, takich jak „ustasze” w odniesieniu do ultranacjonalistycznych i faszystowskich chorwackich bojowników i „Turcy” wobec Bośniaków, a tekst piosenki ostrzega, że Serbowie pod przywództwem Radovana Karadžicia już po nich idą.
Treść utworu wychwala serbskich bojowników i zabijanie Bośniaków oraz Chorwatów, a także przywódcę bośniackich Serbów Radovana Karadžicia, który 24 marca 2016 roku został uznany winnym ludobójstwa na bośniackich muzułmanach i zbrodni przeciwko ludzkości podczas wojny w Bośni. Karadžić został skazany za „prześladowania, eksterminację, deportację, przymusowe przesiedlenie i morderstwo w związku z jego kampanią mającą na celu wygnanie bośniackich muzułmanów i Chorwatów ze wsi, które przejęły siły serbskie”. 20 marca 2019 roku jego apelacja została odrzucona, a pierwotny wyrok 40 lat więzienia został podwyższony do dożywotniego pozbawienia wolności. Podczas wojny w Bośni pieśń była hymnem marszowym nacjonalistycznych serbskich oddziałów paramilitarnych (odrodzonych „Czetników”).
Pieśń była wielokrotnie tłumaczona na różne języki, w których zwykle odrzucano motywy antychorwackie, a zachowywano wydźwięk bojowy i antyislamski. Pod nazwą „Remove Kebab” piosenka jest używana przez alt-prawicę i inne ultranacjonalistyczne grupy.

## Popularność w internecie
W latach 2006–2008 w internecie opublikowano liczne edycje filmu, pierwotnie stworzonego na potrzeby telewizyjnego mockumentary show Četnovizija. W latach 2000. film był parodiowany ze względu na swój komicznie agresywny nacjonalistyczny wydźwięk. W międzyczasie turecki internauta sparodiował w internecie nastroje serbskich nacjonalistów, wygłaszając tyradę zaczynającą się od słów „remove kebab”, a kończącą się stwierdzeniem, że Tupac żyje w Serbii. Chociaż wywód początkowo miał na celu wyśmiewanie rasizmu, jego pierwotny wydźwięk się zatarł, a hasło stało się powszechnie używanym zwrotem w dyskursie alt-prawicy.
Mem zyskał popularność wśród fanów Hearts of Iron IV i Europa Universalis IV, gier strategicznych firmy Paradox Interactive, gdzie odnosił się do gracza mającego na celu pokonanie Imperium Osmańskiego lub innych narodów islamskich w tych grach. Słowo „kebab” zostało ostatecznie zakazane na oficjalnych forach Paradox Interactive z powodu częstego używania go przez alt-prawicę i ultranacjonalistów. Niedługo po strzelaninie w meczecie w Christchurch mem został również zakazany w społecznościach na Reddicie opartych na grach Paradox Interactive. Mem pojawił się również w ponad 800 wątkach w subreddicie r/The_Donald.
Popularność piosenki rosła z czasem dzięki radykalnym elementom wielu prawicowych grup na Zachodzie. Piosenka jest o wiele bardziej znana w reszcie świata niż na samych Bałkanach. Novislav Đajić, domniemany akordeonista z teledysku, stał się od tego czasu popularnym memem na 4chanie i jest nazywany „Dat Face Soldier”. Đajić został skazany w Niemczech za udział w zabójstwie 14 osób podczas wojny, co skutkowało 5 latami spędzonymi w więzieniu i deportacją do innego kraju po odbyciu wyroku w 1997 roku.
Badania naukowe wykazały, że w zestawie danych uzyskanym przez web scraping Know Your Meme w 2018 roku „Remove Kebab” stanowił 1 na 200 wpisów w społeczności internetowej w zestawie danych wybranych pod kątem memów politycznych. „Remove Kebab” był szczególnie popularny na Gab, platformie społecznościowej alt-tech znanej ze swojej skrajnie prawicowej bazy użytkowników.

### Strzelaniny w meczecie w Christchurch
Brenton Harrison Tarrant, australijski zamachowiec, który brał udział strzelaninie w meczecie w Christchurch w Nowej Zelandii, miał na jednej ze swoich broni napis „Remove Kebab”. W swoim manifeście The Great Replacement (nazwanym na cześć skrajnie prawicowej teorii o tej samej nazwie autorstwa francuskiego pisarza Renauda Camusa) opisuje siebie jako „pracownika dorywczego zajmującego się usuwaniem kebabów”. Nadał on również transmisję na żywo, w czasie której odtwarzał piosenkę w swoim samochodzie na kilka minut przed strzelaniną.
Po strzelaninie w Christchurch różne filmy z piosenką zostały usunięte z YouTube, w tym niektóre z ponad milionem wyświetleń. Użytkownicy platformy szybko ponownie przesyłali utwór, twierdząc, że jest to „protest przeciwko cenzurze”. W wywiadzie po strzelaninie główny wokalista piosenki, Željko Grmuša, powiedział: „To straszne, co ten facet zrobił w Nowej Zelandii, oczywiście potępiam ten czyn. Żal mi wszystkich tych niewinnych ludzi. Ale zaczął zabijać bez względu na to, jakiej piosenki słuchał”.